# 129 Antigone
129 Antigone è un grande asteroide della Fascia principale. Ha una composizione quasi pura di nichel e ferro. Questo e altri asteroidi simili si sono originati probabilmente dal nucleo di un planetesimo disintegratosi simile a Vesta, con una differenziazione interna.
Antigone fu scoperto il 5 febbraio 1873 da Christian Heinrich Friedrich Peters dall'osservatorio dell'Hamilton College di Clinton (New York, USA). Fu denominato così in onore di Antigone, una figura della mitologia greca, principessa di Tebe e figlia di Edipo.
Nel 1979 si ipotizzò l'esistenza di un satellite di Antigone sulla base dei dati ricavati dalla curva di luce. Un modello ricostruito grazie a quest'ultima mostra che il pianetino ha una forma piuttosto regolare.
Dal 1985, sono state osservate un totale di tre occultazioni stellari di Antigone.